# Slovensk (sprog)
 For alternative betydninger, se Slovensk. (Se også artikler, som begynder med Slovensk)
Slovensk (slovenski jezik [slɔˈʋèːnski ˈjɛ̀ːzik] eller slovenščina [slɔˈʋèːnʃt͡ʃina]) er et slavisk sprog, der tales af lidt over 2 mio. mennesker, fortrinsvis i Slovenien, hvor det er det officielle sprog. Endvidere er slovensk et officielt sprog i Den europæiske union. Det er et indoeuropæisk sprog af den sydslaviske sprogstamme. 
Slovensk skrives med en udvidet udgave af det latinske alfabet; denne blev oprindelig udviklet til kroatisk af Ljudevit Gaj og er baseret på det tjekkiske alfabet. Et af de særligste træk ved slovensk er, at det har bevaret det protoindoeuropæiske dualis ("to-tal") som bøjningsform foruden singularis (ental) og pluralis (flertal).
Navnet "slovensk" betyder "slavisk" (ligesom "slovakisk" og "slavonsk" (et område i det østlige Kroatien) også gør det.

## Skriftsprogets historie
De ældste skriftlige kilder, som viser typiske slovenske sproglige træk, er Brižinski spomenici (Freisinger-manuskripterne), som er skrevet med latinske skrifttegn omkring år 1000 (972-1039). Disse tekster, som er opstået i  Koroška i det nordlige Slovenien, kom dog ikke til at udgøre noget udgangspunkt for et slovensk skriftsprog igennem middelalderen, og det blev først under Reformationen i 1500-tallet, at man kunne tale om en opbygning af et slovensk skriftsprog. Grundlæggeren regnes for at være Primož Trubar, som i 1550 udgav Katakizam — katekismus — og Abecednik — ABC. I 1557-1560 oversatte han Ta pervi deil Tiga noviga testamenta (Den første del af Det ny testamente), og i 1564 udgav han kirkeforordningen Cerkveno ordningo. Den første slovenske grammatik, Arcticae horulae er skrevet i 1584 af Adam Bohorič, mens den første ordbog (tysk-latin-slovensk-italiensk) blev udgivet i 1592 af Jeronim Megiser.